# Gouvernementsgebouw

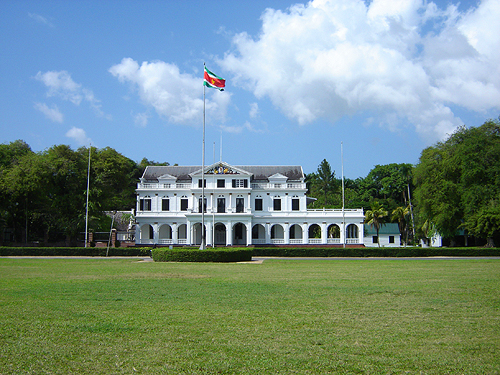
Siedziba gubernatora, a potem prezydenta Surinamu 1915 r.

Gouvernementsgebouw – siedziba prezydenta Republiki Surinamu, pierwotnie gubernatora, zbudowana w 1730 roku. Rezydencja znajduje się przy Placu Niepodległości przez miejscowych nazywanym Onafhankelijkheidsplein.

## Historia
W 2002 jako część historycznej części miasta Paramaribo został wpisany na listę światowego dziedzictwa UNESCO.